# Xincheng Shuiku
Xincheng Shuiku (kinesiska: 新城水库) är en reservoar i Kina. Den ligger i provinsen Heilongjiang, i den nordöstra delen av landet, omkring 150 kilometer öster om provinshuvudstaden Harbin. Xincheng Shuiku ligger 210 meter över havet. Arean är 1,6 kvadratkilometer. I omgivningarna runt Xincheng Shuiku växer i huvudsak lövfällande lövskog. Den sträcker sig 1,6 kilometer i nord-sydlig riktning, och 1,8 kilometer i öst-västlig riktning.
Genomsnittlig årsnederbörd är 907 millimeter. Den regnigaste månaden är juli, med i genomsnitt 189 mm nederbörd, och den torraste är januari, med 9 mm nederbörd.